# Franz Lackner
Mons. Franz Lackner (* 14. července 1956, Feldbach) je rakouský římskokatolický kněz, arcibiskup salcburský a člen Řádu menších bratří. Od roku 2020 předsedá Rakouské biskupské konferenci.

## Život
Narodil se 14. července 1956 ve Feldbachu, jako Anton Lackner. Zde vyrůstal a vyučil se elektrikářem. Dvakrát 1978/1979 byl vojákem OSN umístěným na Kypru. V letech 1979 až 1984 navštěvoval Humanistische Aufbaugymnasium v Hornu.

### Řeholní služba
Dne 16. září 1984 vstoupil do noviciátu františkánů. Dočasné sliby složil 16. září 1985 a věčné 2. září 1989. Dne 23. června 1991 byl vysvěcen na kněze. Na Papežské univerzitě Antonianum v Římě získal titul magistra teologie. Studoval také filosofii kterou obhájil disertační prací „Einheit und Vielheit bei Duns Scotus“ („Jednota a mnohost Dunse Scotuse“). Následně byl na Antonianum profesorem metafyziky.
Dne 7. dubna 1999 se stal provinciálem františkánů ve Vídni. V Heiligenkreuzu byl profesorem filosofie na Filosoficko-teologické vysoké škole Benedikta XVI.

### Biskupská služba
Dne 23. října 2002 byl papežem Janem Pavlem II. jmenován pomocným biskupem diecéze Graz-Seckau a titulárním biskupem z Baleciumu. Biskupské svěcení přijal 8. prosince 2002 z rukou biskupa Egona Kapellariho a spolusvětiteli byli biskup Johann Weber a arcibiskup Alois Kothgasser.

### Arcibiskupská služba
Dne 18. listopadu 2013 jej papež František ustanovil metropolitním arcibiskupem salcburským.
Dne 29. června 2014 získal od papeže Františka pallium.